# Ryan Held
Ryan Held (Springfield, 27 de junio de 1995) es un deportista estadounidense que compite en natación, especialista en el estilo libre.
Participó en los Juegos Olímpicos de Río de Janeiro 2016, obteniendo una medalla de oro en la prueba de 4 × 100 m libre.
Ganó cuatro medallas en el Campeonato Mundial de Natación, en los años 2022 y 2023, y once medallas en el Campeonato Mundial de Natación en Piscina Corta, en los años 2018 y 2021.

## Palmarés internacional
| Juegos Olímpicos                    | Juegos Olímpicos        | Juegos Olímpicos  | Juegos Olímpicos      |
| Año                                 | Lugar                   | Medalla           | Prueba                |
| ----------------------------------- | ----------------------- | ----------------- | --------------------- |
| 2016                                | Río de Janeiro (Brasil) | Medalla de oro    | 4 × 100 m libre       |
| 2024                                | París (Francia)         | Medalla de oro    | 4 × 100 m libre       |
| Campeonato Mundial                  |                         |                   |                       |
| Año                                 | Lugar                   | Medalla           | Prueba                |
| 2022                                | Budapest (Hungría)      | Medalla de oro    | 4 × 100 m libre       |
| 2022                                | Budapest (Hungría)      | Medalla de plata  | 4 × 100 m estilos     |
| 2022                                | Budapest (Hungría)      | Medalla de bronce | 4 × 100 m libre mixto |
| 2023                                | Fukuoka (Japón)         | Medalla de bronce | 4 × 100 m libre       |
| Campeonato Mundial en Piscina Corta |                         |                   |                       |
| Año                                 | Lugar                   | Medalla           | Prueba                |
| 2018                                | Hangzhou (China)        | Medalla de oro    | 4 × 50 m libre        |
| 2018                                | Hangzhou (China)        | Medalla de oro    | 4 × 100 m libre       |
| 2018                                | Hangzhou (China)        | Medalla de oro    | 4 × 100 m estilos     |
| 2018                                | Hangzhou (China)        | Medalla de oro    | 4 × 50 m libre mixto  |
| 2018                                | Hangzhou (China)        | Medalla de plata  | 4 × 50 m estilos      |
| 2021                                | Abu Dabi (EAU)          | Medalla de oro    | 4 × 200 m libre       |
| 2021                                | Abu Dabi (EAU)          | Medalla de oro    | 4 × 50 m estilos      |
| 2021                                | Abu Dabi (EAU)          | Medalla de plata  | 50 m libre            |
| 2021                                | Abu Dabi (EAU)          | Medalla de plata  | 100 m libre           |
| 2021                                | Abu Dabi (EAU)          | Medalla de plata  | 4 × 100 m estilos     |
| 2021                                | Abu Dabi (EAU)          | Medalla de bronce | 4 × 100 m libre       |